# کنت فرامپتون
کنت فرامپتون (به انگلیسی: Kenneth Frampton) (زادهٔ ۱۹۳۰ در ووکینگ، انگلستان) معمار و منتقد و تاریخ‌نگار معماری بریتانیایی است. او از اواسط دههٔ هشتاد میلادی در آمریکا ساکن و در دانشکدهٔ معماری، شهرسازی و مرمت دانشگاه کلمبیا استاد است. فرامپتون یکی از شناخته‌شده‌ترین تاریخ‌نویسان معماری مدرن است.